# 戴陵
戴陵（たい りょう、生没年不詳）は、中国後漢末期から三国時代の魏にかけての武将。曹丕、曹叡に仕えた。戴淩とする書もある。魏において長水校尉を務め関内侯、のちに征蜀護軍となる。

## 経歴
黄初元年（220年）、長水校尉の戴陵は文帝・曹丕が度々狩猟を行うことを諌めたため怒りを買い、誅殺されかかるが死一等を減ぜられた。
太和五年（231年）、蜀漢の諸葛亮が天水（現在の甘粛省天水市一帯）を攻めた際、曹叡に派遣された司馬懿に従い戴陵は征蜀護軍として車騎将軍張郃、後将軍費曜、雍州刺史郭淮らとその迎撃にあたった。戴陵は司馬懿の命で費曜とともに4千の精兵を率いて上邽を守備し、司馬懿は残りの兵を率いて蜀軍に包囲された祁山を救うために出陣した（祁山の戦い）。

## 三国志演義
三国志演義においては第99回において、司馬懿の命で張郃の副将として祁山に布陣し蜀軍を奇襲しようとして失敗し張郃に救出されている。第100回では諸葛亮に敗れ楽綝・張虎とともに蜀軍に囚われ裸にされた上で体に墨で落書され自軍に送り返されるという侮辱を受けている。
また、1994年に中国で公開された中国のテレビドラマ・三国志演義においても演じた人物は不明だが第72話「司馬懿、大都督に登る」と第73話「祁山での智の攻防」に張郃に付き従う武将として戴陵が登場している。

## 参考資料
- 三国志
- 晋書
- 三国志演義